# زلزال تنزانيا (2016)
زلزال تنزانيا هو زلزال قوي ضرب تنزانيا والدول المجاورة لها يوم السبت 10 سبتمبر 2016 في الساعة 12:27 بتوقيت غرينتش، بلغت قوة الزلزال 5.7 درجة على مقياس ريختر وتسبب في مقتل 11 شخصاً وإصابة 203 آخرين في إقليم بوكوبا شمال غرب تنزانيا. حدد المعهد الأمريكي للجيوفيزياء مركز زلزال تنزانيا بعمق 10 كيلومترات، وعلى بعد 23 كيلومترا شرق مدينة نسونغا في أقصى شمال غرب تنزانيا قرب بحيرة فيكتوريا، وشعر بالزلزال سكان رواندا وبوروندي وأوغندا وكينيا.